# Kanton Marly-le-Roi
Kanton Marly-le-Roi (fr. Canton de Marly-le-Roi) je francouzský kanton v departementu Yvelines v regionu Île-de-France. Skládá se ze tří obcí.

## Obce kantonu
- Louveciennes
- Marly-le-Roi
- Le Port-Marly